# Achelia fernandeziana
Achelia fernandeziana är en havsspindelart som först beskrevs av Loman, J.C.C. 1920.  Achelia fernandeziana ingår i släktet Achelia och familjen Ammotheidae. Inga underarter finns listade i Catalogue of Life.